# 阿道夫·泰米
阿道夫·皮耶塔林波伊卡·泰米（芬蘭語：Adolf Pietarinpoika Taimi，1881年9月21日—1955年11月1日），芬兰及俄国布尔什维克成员，芬兰内战期间芬兰人民代表团成员。内战结束后，泰米逃往苏维埃俄国。他是芬兰共产党的创始人之一。

## 生平
阿道夫·泰米在圣彼得堡出生长大。1902年他加入俄罗斯社会民主工党。作为布尔什维克成员，泰米在1906年首次被捕；尔后他被驱逐到尼科尔斯基市。后来泰米逃回彼得格勒，在那里他遇到了联络人娜杰日达·克鲁普斯卡娅，后者因为泰米的芬兰族背景而将他送到赫尔辛基。在赫尔辛基，泰米在俄军的一个船厂工作，并积极参加布尔什维克军事委员会。泰米还与芬兰社会民主党的激进派有过接触。
1912年，泰米再次被捕，他被流放到西伯利亚四年之久。在流放期间，泰米学习了马克思主义；二月革命后，泰米回到圣彼得堡。布尔什维克于1917年4月将他送到了赫尔辛基。他在芬兰的任务是与布尔什维克士兵和芬兰社会民主党人保持联系。泰米参加了6月和11月举行的芬兰社会民主党大会。在大会上的演讲中他敦促芬兰革命。12月，他敦促劳工卫队在必要时独立运作。1918年1月时他当选为社民党委员会的“额外成员”。他在工作中一直与布尔什维克领导的赫尔辛基委员会紧密合作。
芬兰内战期间，泰米是芬兰人民代表团的内部事务代表，他在其中与赤卫队有联系。当内务代表、赤卫队最高指挥官埃罗·哈帕莱宁因酗酒而被罢免后，接替他的是“三巨头”：泰米、埃诺·拉赫亚和埃弗特·埃洛兰塔。
内战结束后，泰米流亡苏维埃俄国，在那里他是1918年芬兰共产党的创始成员之一。泰米于1924年当选为共产党中央委员会成员。1923年，他与奥托·维勒·库西宁和库勒沃·曼纳结盟，反对被指责不适合担任党的领导职务的埃诺·拉赫亚。
1922-1923年和1927-1928年，泰米在芬兰共产党的地下组织中工作。泰米还积极参加共产国际的活动。泰米于1928年在芬兰被捕，并被判长期监禁。冬季战争结束后，泰米和托伊沃·安蒂凯宁一起被释放。两人都被遣送回苏联。泰米在卡累利阿-芬兰苏维埃社会主义共和国定居。
由于泰米多次被捕入狱，在党内的工作受到中断，且与其他芬兰共产党人发生争执，因此他没能在芬兰共产党的高层任职。1954年泰米用芬兰语出版了他的回忆录。